# Eco Log
Eco Log – szwedzki producent maszyn leśnych (harwesterów i forwarderów). Eco Log powstał w wyniku przejęcia skandynawskiej linii produkcyjnej firmy maszyn leśnych Caterpillar przez szwedzką spółkę produkującą głowice ścinkowe Log Max AB w roku 2004.
W chwili obecnej Eco Log produkuje pięć modeli harwesterów i cztery forwarderów. W roku 2011 z linii produkcyjnej Eco Loga zjechało 130 maszyn, które trafiły głównie do Szwecji, Niemiec, Ameryki Północnej, a także do Polski.

## Harwestery

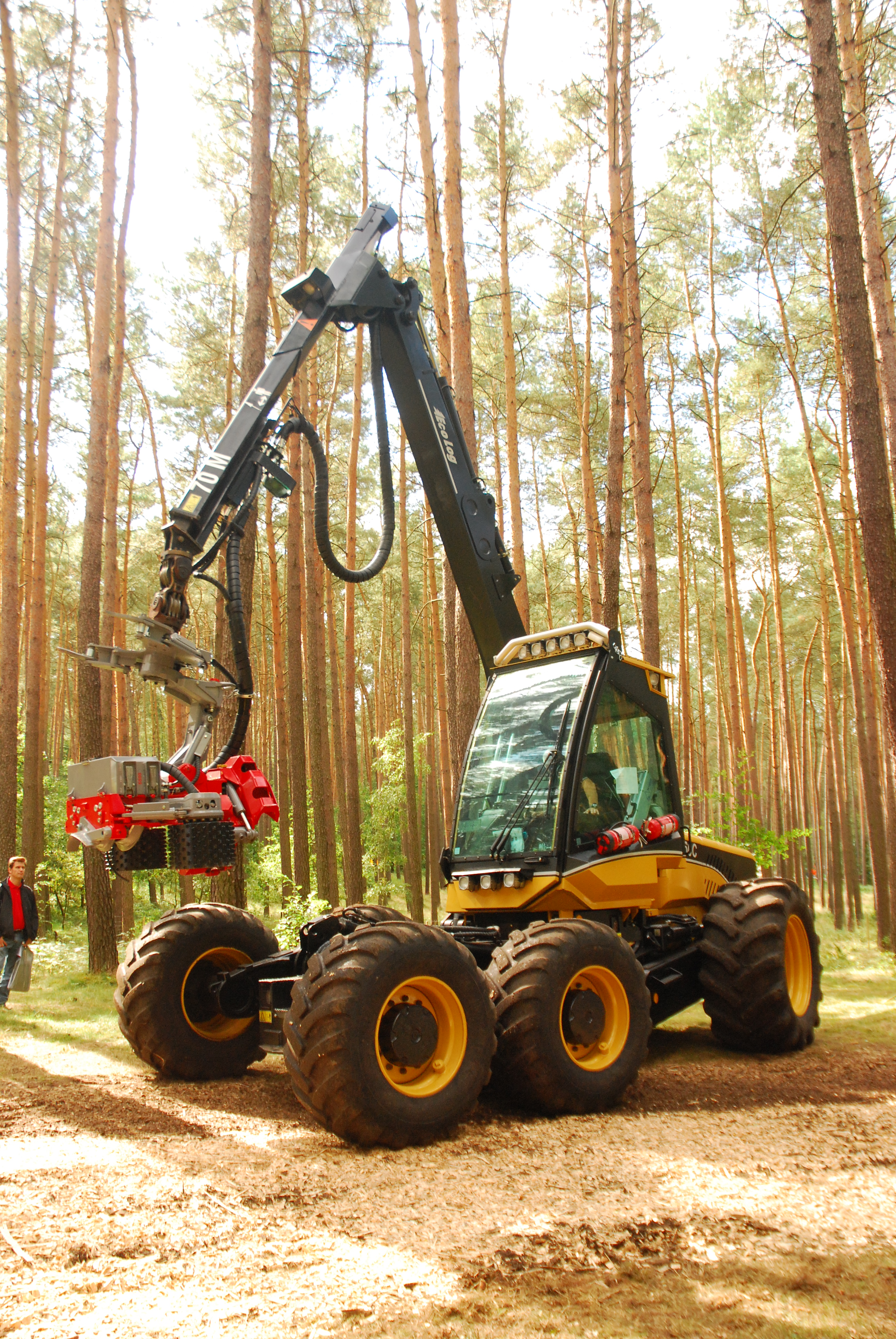
Harwester trzebieżowo-zrębowy 560C (Rok produkcji: 2009)

Obecnie Eco Log produkuje pięć modeli harwesterów w ramach serii D:
- 550D – czterokołowy harwester trzebieżowo-zrębowy
- 560D – sześciokołowy harwester trzebieżowo-zrębowy
- 570D – czterokołowy harwester używany w późnych trzebieżach i średnich zrębach
- 580D – sześciokołowy harwester do późnych trzebieży i średnich zrębów
- 590D – jeden z największych dostępnych harwesterów zrębowych

W każdym z harwesterów użyte zostało zawieszenie hydrauliczno-wahadłowe mające na celu ułatwienie dostosowywania się do nierówności terenu. Eco Log korzysta z silników Mercedes-Benz: model 906LA w harwesterach 550D, 560D, 570D i 580D oraz 926LA w zrębowym 590D.

## Forwardery
Forwardery z serii C produkowane przez Eco Log’a to:
- 564C (12 ton ładowności)
- 574C (14 ton ładowności)
- 594C (19,5 ton ładowności)